# AMD Am2900

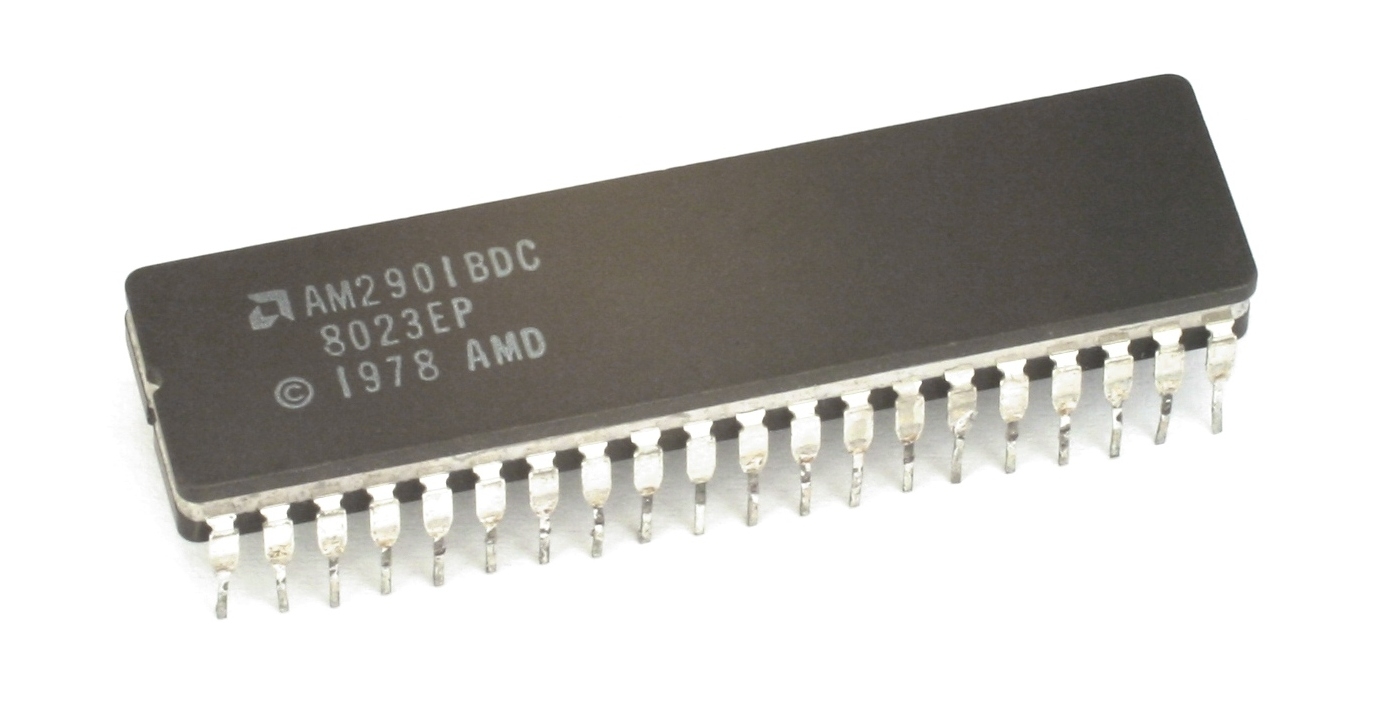
AMD Am2901: 4 bites bitszelet-ALU

Az Am2900 az Advanced Micro Devices (AMD) 1975-ben indított integrált áramkörcsaládja/-sorozata. Az áramkörök bipoláris tranzisztorokkal készültek, bitszelet-topológiájú kialakításban. A sorozatot modulárisnak tervezték, kifejezetten számítástechnikai eszközök alkotórészeinek: elemeivel különböző eszközök építhetők és gyakorlatilag minden elem a számítógép vezérlőegységének (CCU, computer control unit) valamelyik összetevője.

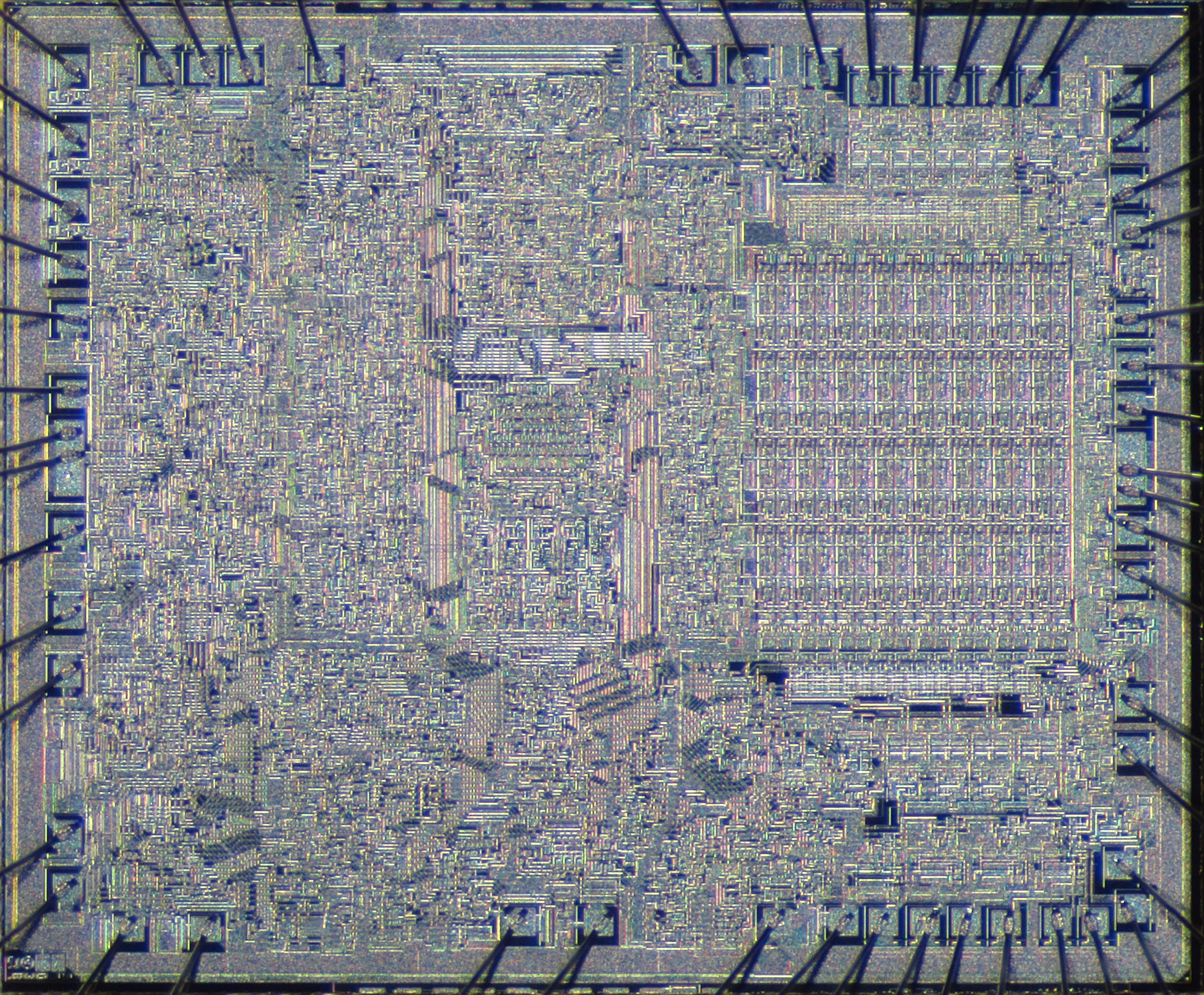
Az AMD Am2903 csip mikrofotója

A bitszelet-technikával a részegységekből tetszőleges CCU-t lehet kialakítani, amelyben az adat-, cím- és utasításhossz a 4 (bit) valamelyik többszöröse lehet. A modularitás egyben hátrányként is jelentkezik, amikor sok IC szükséges egy eszközhöz, ami esetleg egyetlen IC-vel is megvalósítható lenne (pl. a CPU-k). A sorozat alapvető tagja az Am2901 jelű csip: ez egy 4 bites aritmetikai-logikai egység (ALU), ami 4 bites adatokon képes bináris, számtani és eltoló műveleteket végezni.

## Am2900 sorozatú áramkörökkel épült számítógépek
Az alábbi gépekben a központi egység és a hardver jelentős része ilyen áramkörökből épült fel (a felsorolás nem teljes):
- EMG-777: Egy Magyarországon gyártott számítógép, 1983.
- Itek Advanced Technology Airborne Computer (ATAC): a Galileo űrszonda vezérlőrendszerében (Attitude and Articulation Control Computer System) és néhány haditengerészeti repülőgépben használtak. Ennek processzora 16 bites, 16 regisztere volt, és 4 bites 2900 sorozatú chipekből volt összeállítva. Az ATAC Galileo-féle verzióját később a 2901-es chipek sugárzástűrő változatával szerelték.[1]
- Data General Nova 4; ebben a 16 bites szóhosszúságot 4 db Am2901-es (párhuzamosan működő) ALU chippel érték el. A gép egyik kártyáján 15 db 2901-es alkotja a lebegőpontos egységet.[2]
- DEC KS10 PDP-10 modell.[3]
- DEC PDP-11 PDP-11/23, PDP-11/34 és PDP-11/44 modelljeinek lebegőpontos bővítései (FPF11, FP11-A és FP11-F rendre).[4][5]
- SZM-1420, a PDP-11/34+ szovjet klónja az Am2901 szovjet másolatával készült,[6] ezeket a chipeket más gépekben is felhasználták.[7]
- A Xerox 8010-es munkaállomásában (Xerox Star, 'Dandelion') 2900 alapú processzor volt. A Xerox 1108 (Lisp machine) munkaállomások is ugyanezt a hardvert használták.[8]
- GEC 4000 sorozatú miniszámítógépek: 4060, 4150, 4160 modellek (négy Am2901, 16 bites ALU), valamint a 4090 és az összes 418x és 419x rendszer (18 db Am2901, 32 bites integer ALU vagy 8 bites exponens, 64 bites duplapontosságú lebegőpontos ALU).[9]
- UCSD Pascal P-machine processzor, tervező: Joel McCormack, NCR Corporation.
- Számos MAI Basic Four modell.[10]
- Tektronix 4052 grafikus munkaállomás.
- A Niklaus Wirth által az ETH Zürich-nél tervezett Lilith számítógép.
- Az Atari vektorgrafikus játékgépei: a Tempest, Battlezone, Red Baron (Vörös Báró) gépekben 4 Am2901 IC volt a „math box” segédpanelen.
- Simulation Excel (Sim-X), Oslo, Norvégia: tipográfiai workstation / szedőgép; egyik processzora egy 16 bites mikrokódolt számító és transzformációs egység négy 2901 szeletből és egy 2910-es címszekvenszerből épült fel. A Sim-X gép 16 bites egészértékű szorzóegységet használt a grafikus transzformációk optimalizálására.[11] A gép 1983-ban jelent meg, a cég 1987-ben lehúzta a rolót.
- Az Eventide H949 Harmonizer hangeffekt-processzorban 4 Am2901 chip és több mikrokód-PROM végzi a címszámítást és állítja elő a referencia feszültségszinteket az eszköz DAC rendszerében. A hangokat nem az ALU kezeli.
- Siemens Teleperm és S5 PLC ipari vezérlőszámítógépekben.
- AT&T 3B20D processzor.[12]

## Az Am2900 család tagjai

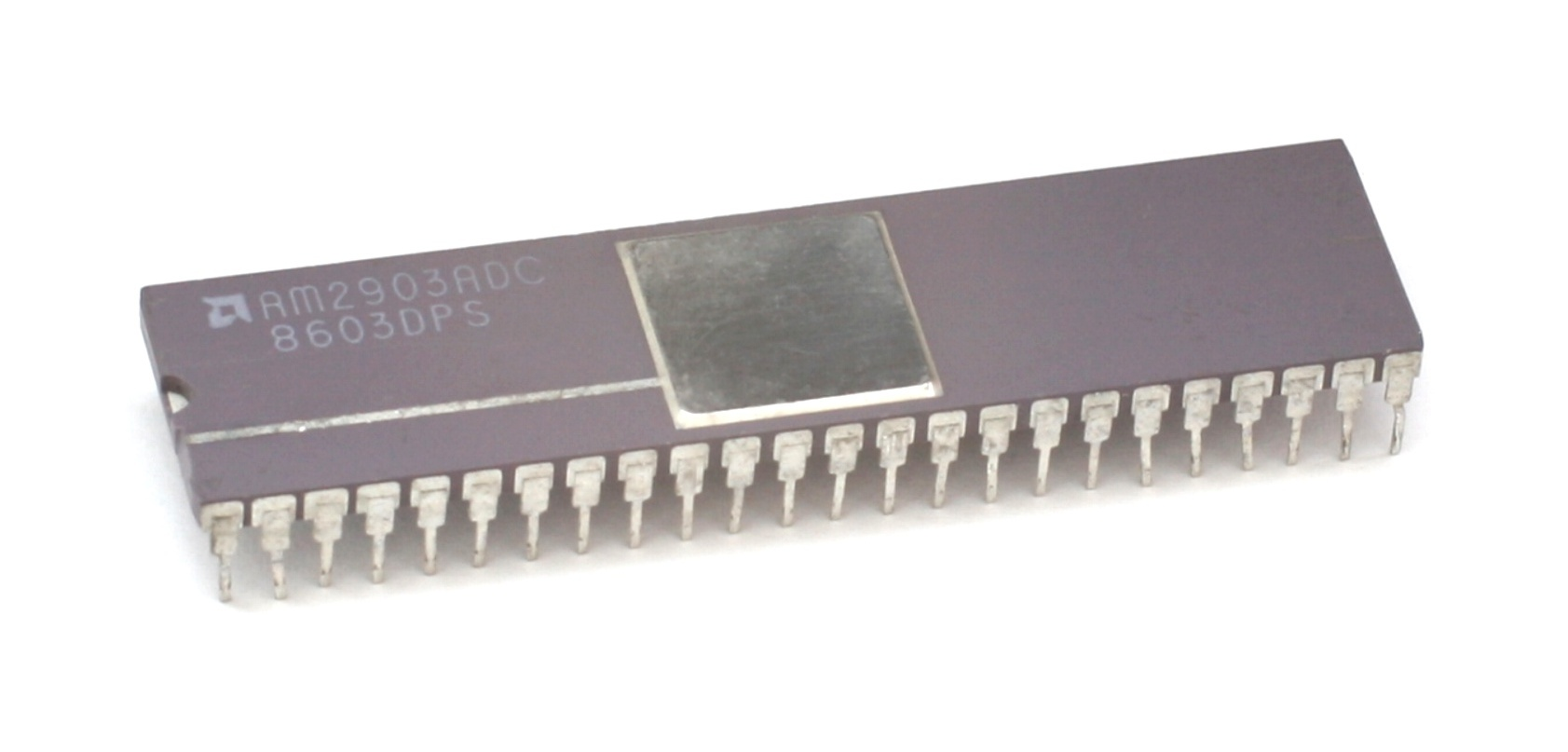
AMD Am2903: 4 bites bitszelet ALU

Az AMD "Am2900 Family Data Book" felsorolása alapján:
- Am2901 – 4 bites bitszelet ALU (1975)
- Am2902 – előrenéző átvitelgenerátor (look-ahead carry generator)
- Am2903 – 4 bites bitszelet ALU, hardveres szorzóval
- Am2904 – státáusz és eltolásbit kezelőegység
- Am2905 – busz csatoló (transceiver)
- Am2906 – busz csatoló paritásellenőrzéssel
- Am2907 – busz csatoló paritásellenőrzéssel
- Am2908 – busz csatoló paritásellenőrzéssel

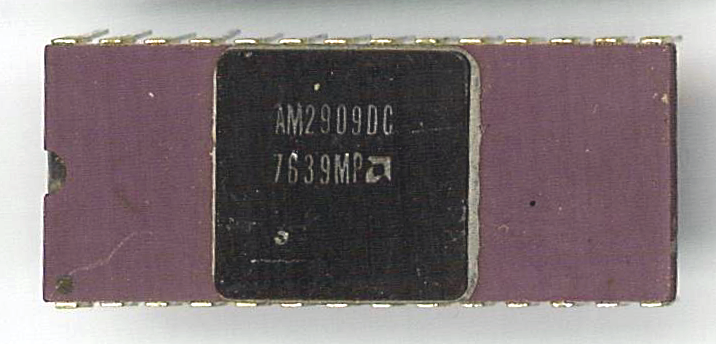
Am2909DC címszekvenszer
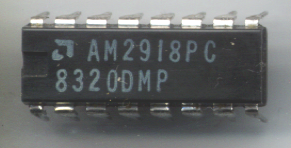
Am2918PC utasításregiszter
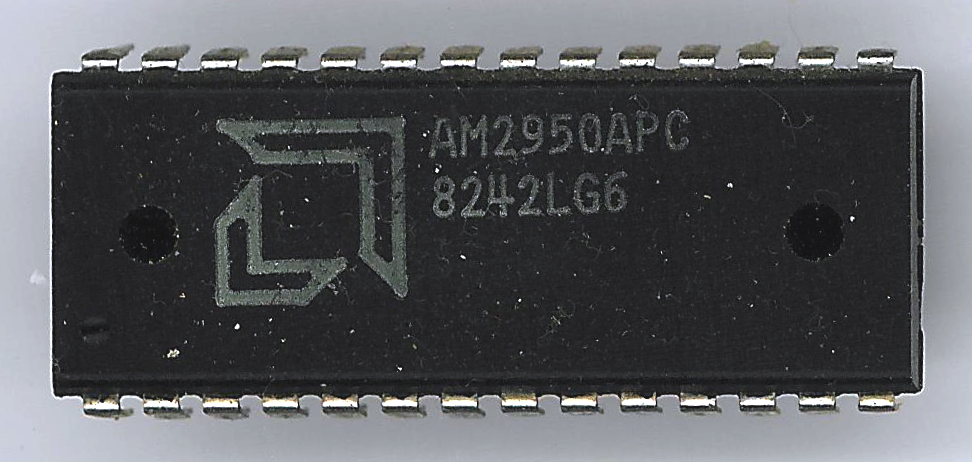
Am2950APC I/O portok
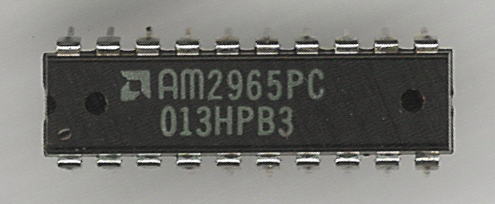
Am2965

- Am2909 – 4 bites bitszelet címszekvenszer
- Am2910 – 12 bites címszekvenszer (mikroprogram-kontroller)
- Am2911 – 4 bites bitszelet címszekvenszer
- Am2912 – busz csatoló (transceiver)
- Am2913 – prioritásos megszakítás kiterjesztő
- Am2914 – prioritásos megszakítás kontroller
- Am2915 – quad 3-állapotú buszvezérlő
- Am2916 – quad 3-állapotú buszvezérlő
- Am2917 – quad 3-állapotú buszvezérlő
- Am2918 – utasításregiszter, quad D regiszter ("pipeline register")
- Am2919 – utasításregiszter, quad regiszter
- Am2920 – oktális D-típusú flipflop
- Am2921 – 1-to-8 dekódoló
- Am2922 – 8 bemenetű multiplexer (MUX)
- Am2923 – 8 bemenetű MUX
- Am2924 – 3-to-8 bemeneti vonal dekódoló
- Am2925 – rendszerórajel-generátor és driver
- Am2926 – Schottky tranzisztoros 3-állapotú quad busz driver
- Am2927/Am2928 – quad 3-állapotú buszvezérlő
- Am2929 – Schottky 3-állapotú quad busz driver
- Am2930 – Main Memory Program Control
- Am2932 – Main Memory Program Control
- Am2940 – Direct Memory Addressing (DMA) címgenerátor
- Am2942 – programozható timer/számláló/DMA generátor
- Am2946/Am2947 – oktális 3-állapotú kétirányú buszvezérlő (transceiver)
- Am2948/Am2949 – oktális 3-állapotú kétirányú buszvezérlő (transceiver)
- Am2950/Am2951 – 8 bites kétirányú I/O port
- Am2952 – kétirányú I/O port
- Am2954/Am2955 – oktális regiszterek
- Am2956/Am2957 – oktális flipflopok (latch)
- Am2958/Am2959 – oktális bufferek/vonali meghajtók/vonali vevők
- Am2960 – kaszkád 16 bites hibafelismerő és -javító egység
- Am2961/Am2962 – 4 bites többszörös busz buffer hibajavítással
- Am2964 – dinamikus memória-kontroller
- Am2965/Am2966 – oktális dinamikus memória driver

A chipek többségének van 7400 sorozatú megfelelője is, pl. a 74F2960 / Am2960.

## Lásd még
- AMD
- AMD-mikroprocesszorok listája
- Bitszelet technika